# 湯本温泉絵図
湯本温泉絵図（ゆもとおんせんえず）は、日本の絵図。
幕末頃に湯田温泉峡湯本温泉に逗留した秋田の絵師が書き残した。
湯本温泉の全景、盛岡方面からの道沿いに軒を並べる旅館の風景、湯本の薬師神社、湯本上・湯本中・湯本下の基本的な配置は今とほとんど変わっていない。
湯本温泉の中央食堂に、この写本が飾られている。